# 기독교 종말론
기독교 종말론(基督敎 終末論, 영어: Christian eschatology)은 기독교에서 세계와 인류의 종말을 전제로 하여 그들의 운명에 대한 문제를 다룬 종말론을 말한다. 그리스도의 재림과 인류의 부활 및 최후의 심판과 새 하늘과 새 땅 등으로 이어지는 종말의 진행 과정을 밝히는 것을 목표로 한다. 종말론에는 철저한 종말론, 실현된 종말론, 시작된 종말론, 미래 종말론이 있다.

## 관점

### 과거주의
과거주의(Preterism)는 일부(부분 과거주의) 또는 모든(완전 과거주의) 예언을 이미 일어난 사건으로 해석하는 기독교 종말론의 관점이다. 흔히 이 학파에서는 다니엘서의 예언은 기원전 7세기부터 기원후 1세기까지 일어난 사건, 요한계시록의 예언은 기원후 1세기에 일어난 사건으로 성취되었다고 본다.

### 역사주의
역사주의(Historicism)는 성경의 예언을 역사적인 인물, 국가, 사건에 연관시키는 관점이다. 이 관점의 특징은 성경시대부터 그리스도의 재림이 일어날 미래에 걸쳐 예언이 점진적으로, 그리고 지속적으로 성취된다는 견해이다. 종교 개혁 이후 19세기까지 대부분의 개신교 종교 개혁가들은 이 관점을 취했다.

### 미래주의
미래주의(Futurism)는 (일부 역사적 사건을 인정할 수도 있으나) 대부분의 종말론적 예언이 아직 성취되지 않았으며 이 시대와 세상의 끝에 일어날 사건에 대해 주로 말하고 있다고 보는 관점이다. 이에 따르면 대부분의 예언은 대환난이라는 전세계적 혼란의 시기 중에 또는 그 이후에 이루어질 것이다.

### 이상주의
이상주의(Idealism)(영적 접근 등 여러 이름으로도 불림)는 요한계시록의 모든 개념이 어떠한 상징이라고 보는 관점이다. 르네상스 이후 계몽주의 사상가들이 천국의 전통적 개념을 의심하면서도 천국이 지상에 세워질 가능성을 믿으면서 발생하기 시작했다. 기독교 사회주의자인 FD 모리스, 카를 바르트 등은 천국을 물리적인 실제 왕국이 아닌 사회의 전반적인 개선을 상징하는 것으로서 해석하였다. 이들은 어떠한 예언도 실질적 의미로 이루어질 것으로 믿지 않는다는 점에서 과거주의, 역사주의, 미래주의 모두와 전혀 다르다.

## 주요 신학적 이론

### 전천년설
전천년설(Premillennialism)은 크게 역사적 전천년설과 세대주의적 전천년설로 나뉜다. 역사적 전천년설은 일반적으로 환난 이후의 휴거를 주장하며 이스라엘 민족과 교회 사이에 강한 구별을 두지 않는다. 세대주의적 전천년설은, 휴거에 대한 관점은 다양할 수 있으나 대체로 환난 이전의 휴거를 주장하며 이스라엘 민족과 교회를 강하게 구별한다.
전천년설은 일반적으로 그리스도의 재림이 문자 그대로 지상의 천년왕국을 시작할 것이라고 추정한다. 또한 이 그리스도의 재림은 대환난의 때와 일치한다. 이때 죽은 하나님의 백성들은 부활하고 아직 살아있는 하나님의 백성들은 휴거되어 그리스도가 오실 때 그분을 만날 것이다. 이후 천년의 평화(천년왕국)가 뒤따른다고 하는데, 이 동안 그리스도가 통치하고 사탄은 심연에 갇힐 것이다. 이 이론은 휴거가 언제 일어날지에 대한 관점에 따라 다시 전휴거설, 중휴거설, 후휴거설로 나뉜다.

### 후천년설
후천년설(Postmillennialism)은 요한계시록 20장의 해석에 따라, 기독교 윤리가 번성한 메시아 시대로서의 "천년왕국"이 세워진 뒤에 그리스도의 재림이 일어날 것이라고 보는 설이다. 이 용어는 종말에 대한 여러 유사한 견해를 포괄하며, 전천년설과는 유사점이 있으나 무천년설과는 대조된다.
후천년설에 의하면 예수 그리스도께서 구원의 사역과 전파를 통해 지상에 자신의 왕국을 세우시며, 교회에는 복음과 성령을 통한 능력을 주셔서 모든 민족을 제자로 삼으라는 대명령(마태복음 28:19)을 맡기셨다고 한다. 후천년설은 결국 대다수의 사람들이 구원받을 것이라고 기대한다. 복음의 성공이 증가함에 따라 그리스도의 재림 이전에 믿음, 의로움, 평화, 번영이 사람들과 나라들 속에서 우세한 시대가 점차적으로 올 것이다. 그러한 상태가 오랜 기간 지속된 후, 예수 그리스도께서는 눈에 보이게, 육신으로, 영광 속에 돌아오셔서 부활과 최후의 심판으로 역사를 끝내시고, 그 후에 영원한 질서가 뒤따를 것이다.
후천년설은 19세기와 20세기에 인종차별 철폐론이나 사회복음주의와 같은 개혁 운동을 추진하던 미국의 개신교도들 사이에서 지배적인 신학적 신념이었다. 후천년설은 기독교 재건주의라는 운동의 핵심 교리 중 하나가 되었다. 20세기 보수파는 이를 종말을 내재화하려는 시도라고 비판해 왔다.

### 무천년설
무천년설(Amillennialism)은 예수가 지상에서 문자 그대로 천년 간의 물리적 통치를 할 것이라는 믿음을 거부하는 주장이다. 무천년설이라는 명칭에는 다소 오해의 여지가 있는데, 이들은 천년왕국에 대한 믿음이 없다기보다는 전천년설과는 대조적인 주장에서 생긴 이름이기 때문이다.
무천년설은 계시록 20장에 언급된 "천년"을 문자 그대로의 설명이 아닌 상징적인 숫자로 간주한다. 이들은 천년왕국이 이미 시작되었으며 이것은 현재 교회 시대에 해당한다고 주장한다. 무천년설은 천년왕국 동안 그리스도의 통치가 본질적으로 영적인 것이고, 교회 시대가 끝나면 그때 그리스도께서 최후의 심판을 위해 돌아오시고 새 하늘과 새 땅에 영구적인 통치를 수립하실 것이라고 주장한다.

## 같이 보기
- 조직신학
- 시작된 종말론
- 실현된 종말론
- 철저한 종말론